# Art écossais au XIXe siècle

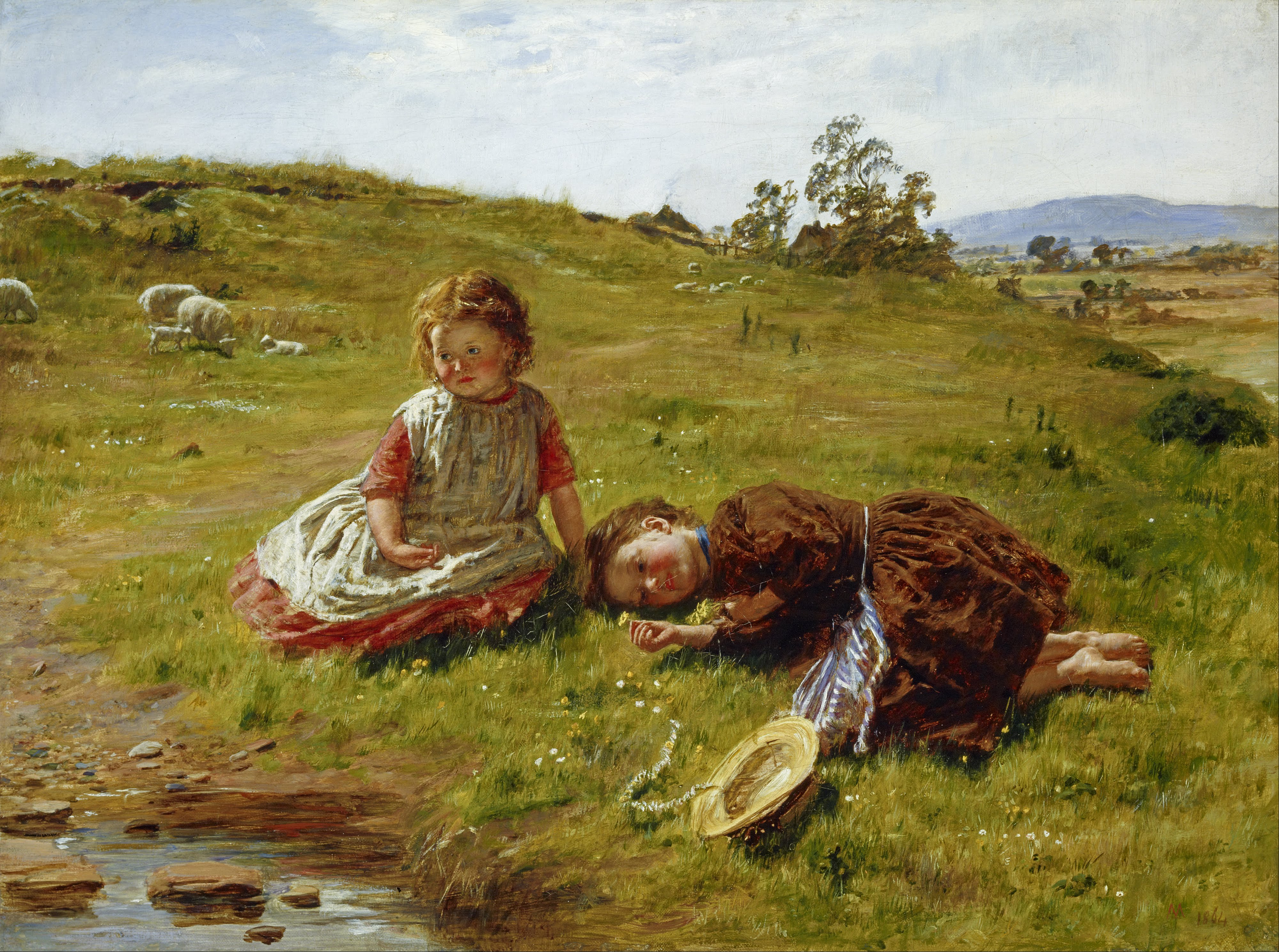
Spring (L'Été), William McTaggart, 1864.
Galerie nationale d'Écosse (Édimbourg).

L'art écossais du XIXe siècle désigne l'ensemble des œuvres d'art visuel réalisées pendant ce siècle en Écosse ou par des Écossais, ou encore qui traitent de sujets écossais. Au fil du siècle, le milieu artistique écossais s'organise et se professionnalise. Plusieurs institutions importantes sont fondées à cette époque pour accompagner ce mouvement, comme la Royal Scottish Academy of Art ou la Galerie nationale d'Écosse, et la formation des jeunes artistes est assurée dans de grandes académies situées à Édimbourg, Glasgow ou encore Aberdeen.
Dans le domaine de la peinture, de nombreux artistes écossais mènent une carrière remarquable au cours du XIXe siècle, et exercent une influence notable sur leurs contemporains et leurs successeurs. Henry Raeburn, surtout connu pour ses portraits de personnalités écossaises, est le premier artiste de renom à mener l'intégralité de sa carrière en Écosse. Une véritable école écossaise de peinture de paysage se développe, représentée par des artistes tels que William McTaggart. Vers la fin du siècle, un certain nombre de communautés d'artistes sont fondées, en particulier dans des villages côtiers comme Kirkcudbright. À l'échelle nationale, David Wilkie devient l'un des artistes britanniques les plus influents du siècle.
L'art sculptural  écossais se développe également ; des commandes importantes sont passées à l'occasion de la création du monument William Wallace ainsi que pour célébrer le centenaire de la mort de Robert Burns en 1896, ce qui renforce la tradition d'une statuaire propre à l'Écosse.
L'art photographique est surtout lancé en Écosse par Robert Adamson et David Octavius Hill : ils fondent le premier studio photographique d'Écosse en 1843 et y produisent des œuvres qui comptent dans le monde parmi les premières et les meilleures utilisations artistiques de la photographie. 
Dans la seconde moitié du siècle, le mouvement britannique de renouveau des arts décoratifs connu sous le nom de « Arts and Crafts » se concrétise en Écosse notamment dans le domaine du vitrail. Le designer glaswégien Christopher Dresser marque son époque par son emploi du style anglo-japonais, caractéristique du courant dit de l'esthétisme. Un mouvement de Renaissance celtique, s'inspirant de mythes et d'histoire ancienne dans une réinterprétation moderne, est porté par des artistes tels que John Duncan.
À la fin du siècle, une large partie des mouvements artistiques notables en Écosse se rattachent à ce qui est couramment désigné sous le nom d'école de Glasgow. On y associe des personnalités et des groupes divers comme les Glasgow Boys, qui bénéficient de l'influence de l'impressionnisme et du réalisme français. Dans les années 1890 enfin, le groupe des Four combine un ensemble d'influences qui contribue à définir le style Art Nouveau.

## Influences et formation
Le siècle précédent voit un essor considérable des arts, en parallèle d'un développement général de la nation écossaise sur divers plans : l'influence italienne marque alors considérablement les pratiques, au point que les voyages en Italie au XVIIIe siècle jouent un rôle de formation parfois plus important que celui des académies écossaises, comme le montre le succès du portraitiste Allan Ramsay. La formation ordinaire des jeunes artistes écossais est néanmoins assurée dans des écoles d'art dès le XVIIIe siècle. Une Académie de dessin (The Trustees Drawing Academy of Edinburgh) est créée à Édimbourg en 1760, puis prend le nom de Trustees' School of Art et se voit progressivement prise en main par les instances éducatives nationales.

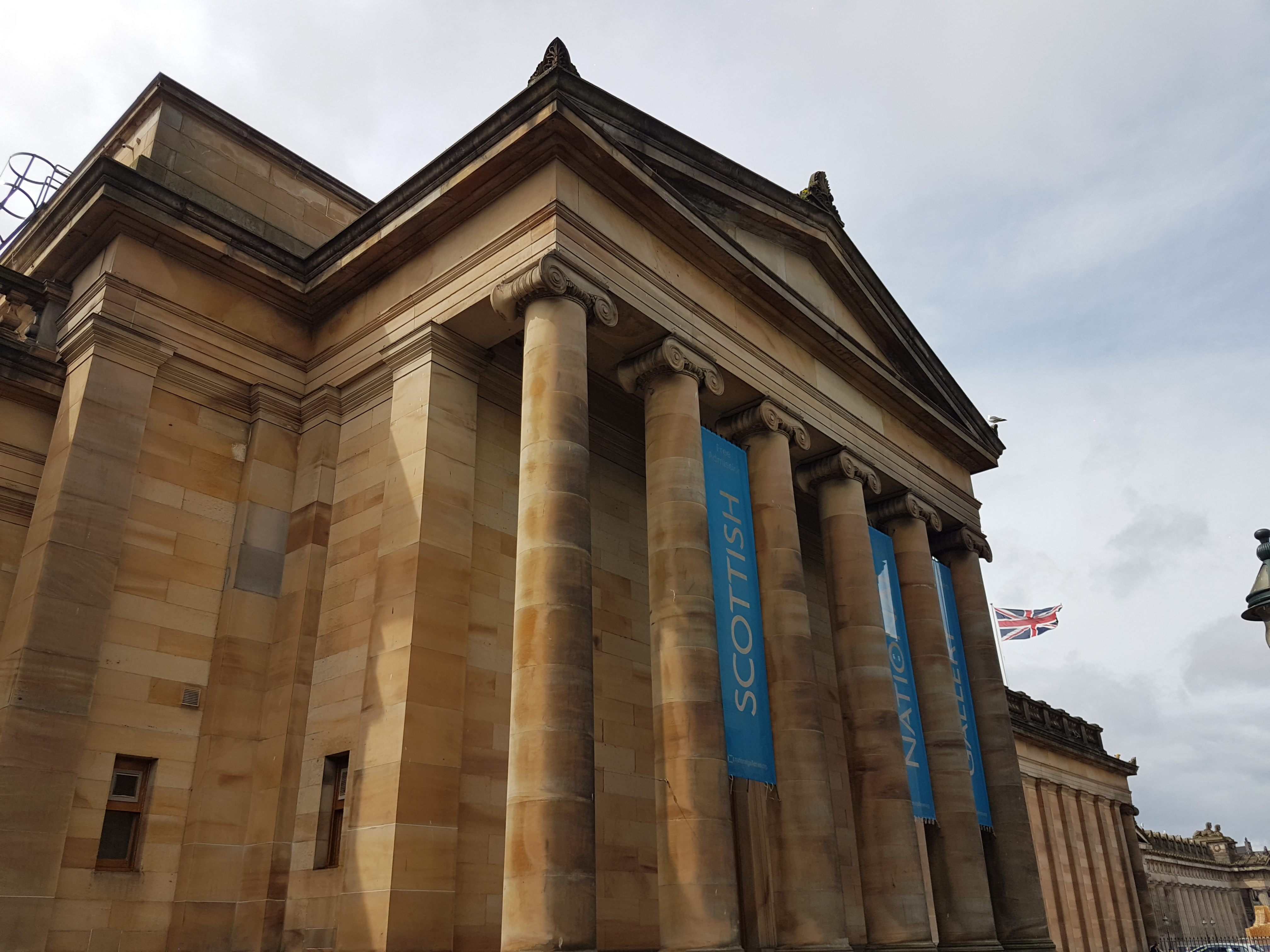
Entrée principale de la Galerie nationale d'Écosse (Scottish National Gallery) à Édimbourg, musée ouvert en 1859.

En 1819, une Académie d'« encouragement des Beaux-Arts » est fondée à Édimbourg dans un esprit de promotion des arts conforme à celui des Lumières, et afin de permettre aux artistes d'exposer leurs travaux. Comme elle est rapidement prise en main par une élite aristocratique qui décide d'exclure certains artistes de son comité directeur, une seconde académie est mise en place en 1826 par un petit groupe de onze artistes, la Scottish Academy of Arts, qui s'installe en 1835 sur Princess Street (en), au cœur d'Édimbourg, et obtient le statut d'institution royale en 1838. Elle est connue depuis lors sous le nom de Royal Scottish Academy, et devient ainsi la principale Académie d'art du pays. Sous l'impulsion de cette Académie, un grand musée national ouvre en 1859, la National Gallery of Scotland,, suivi de la Scottish National Portrait Gallery en 1882 pour exposer les portraits — toujours dans la ville d'Édimbourg.
Cependant, alors que Glasgow prend à son tour une importance croissante dans la vie économique du pays, un institut des Beaux-Arts y est fondé en 1861 afin de lancer un mouvement de soutien à l'activité artistique locale ; un premier lieu d'exposition y est ouvert en 1879, puis l'institut reçoit l'onction officielle en 1896 en prenant le titre d'institut « royal » : il est désormais connu sous le nom de Royal Glasgow Institute of the Fine Arts, c'est-à-dire l'Institut Royal des Beaux-Arts de Glasgow. Dans la même ville, l'école d'artisanat d'art fondée en 1845 prend de l'ampleur et devient la Glasgow School of Art, tandis qu'à Aberdeen la Gray's School of Art (en) se développe à partir de 1885.

## La peinture de portrait

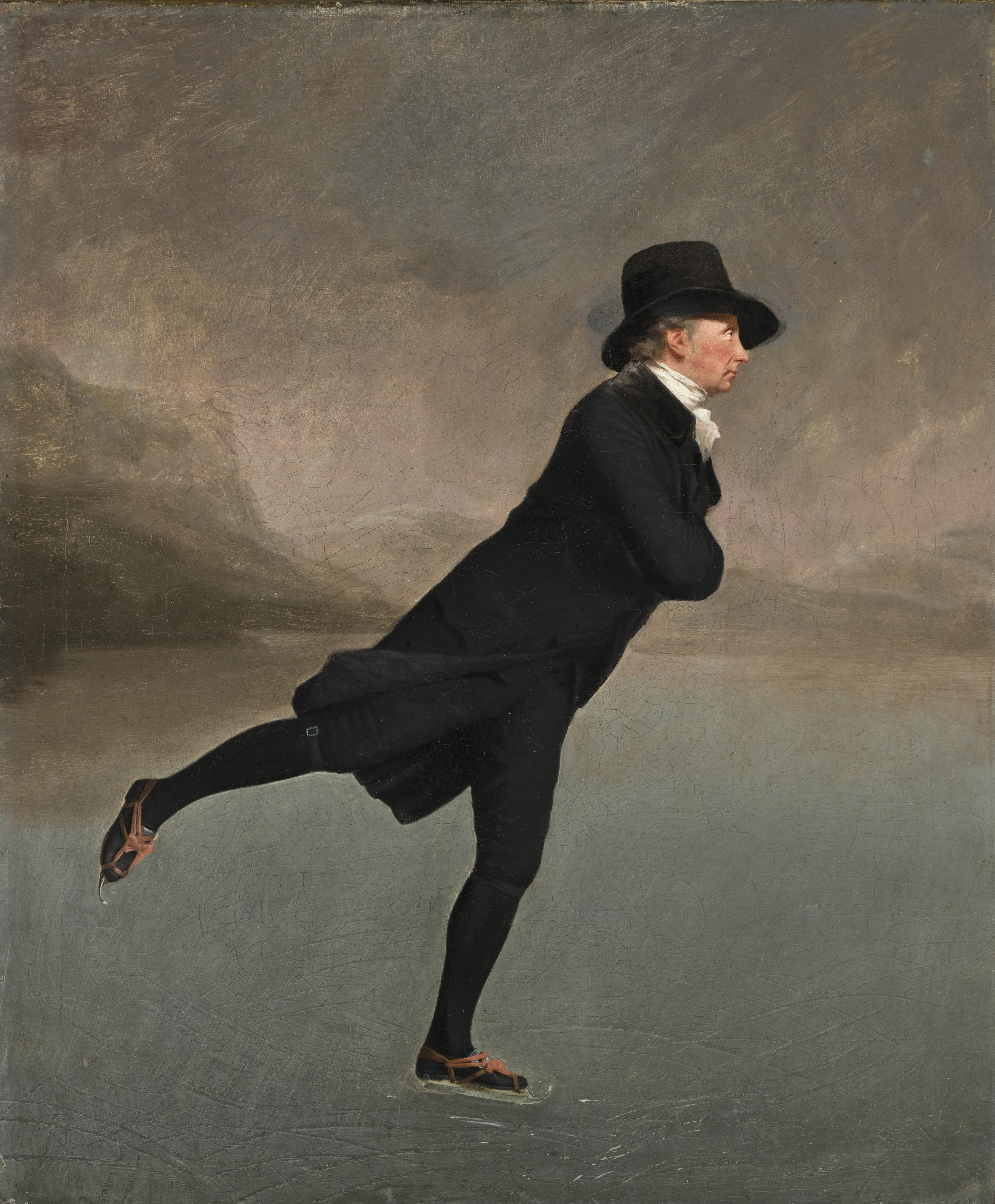
The Skating Minister de Henry Raeburn (années 1790), galerie nationale d'Écosse à Édimbourg.

Henry Raeburn, né à Édimbourg en 1756, est le premier artiste de renom à passer l'intégralité de sa carrière en Écosse. Il est particulièrement connu pour ses portraits de célébrités écossaises, qui ne se limitent pas à la noblesse comme à l'accoutumée mais s'étendent à des hommes de loi, à des médecins, des professeurs ou des hommes d'Église ; il apporte une dimension intimiste et ajoute sa touche romantique à la tradition « Grand Style » représentée notamment par Joshua Reynolds. Son anoblissement en 1822 et sa nomination comme peintre et enlumineur royal (en) témoignent de sa renommée, d'autant qu'il est le premier à exercer réellement cette fonction en tant qu'artiste alors que le poste était jusqu'alors strictement symbolique. L'influence de Raeburn s'exerce très directement sur certains de ses élèves comme les frères Robertson (Alexander, Archibald et Andrew), mais aussi sur d'autres artistes contemporains comme John Syme ou Colvin Smith.
Quasi contemporain de Raeburn qui l'influence nettement, David Watson joue un rôle à la fois d'artiste mais aussi d'administrateur. En effet, d'abord formé à Londres à l'école de Reynolds, il revient en Écosse pour y devenir en 1826 le premier président de la Scottish Academy. Il ouvre ainsi la voie à son neveu John Watson Gordon (en), lui-même élève de Raeburn et qui se fait connaître par ses portraits de personnalités du moment (dont ceux de l'écrivain James Hogg et de la musicienne Carolina Nairne) ; son art est progressivement influencé par l'arrivée de la photographie qui offre une nouvelle façon de voir les couleurs des portraits.
Natif de Glasgow, John Graham-Gilbert y joue un rôle important dans le processus de professionnalisation des peintres dans sa ville ; c'est aussi à Glasgow que le portraitiste Daniel Macnee pose les bases de sa carrière avant de rejoindre Édimbourg pour y présider à son tour la Scottish Academy. D'autres figures remarquables dans l'art du portrait émergent dans la première moitié du XIXe siècle, comme Francis Grant — qui devient le premier écossais à diriger la Royal Academy à Londres —, Robert Scott Lauder, William Quiller Orchardson ou encore John Pettie ; Andrew Geddes produit des paysages mais aussi des portraits notables. Un peintre originaire de Dundee mais formé ensuite à Londres puis à Paris, John Zephaniah Bell, devient l'un des premiers à promouvoir l'école de formation française qui devient monnaie courante pour les artistes écossais à la fin du siècle. David Wilkie enfin, l'un des artistes écossais les plus influents du siècle, obtient tant de succès qu'il est intégré à la cour du roi Guillaume IV comme Peintre principal en ordinaire. Son portrait du roi en kilt lors de son déplacement en Écosse en 1822 correspond aux débuts de la mise en avant du tartan comme élément constitutif de l'identité nationale écossaise.

## La peinture de paysage

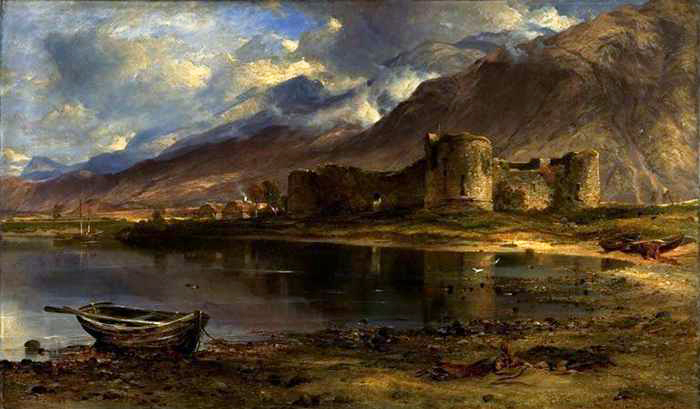
Le château d'Inverlochy, par Horatio McCulloch (1857). Galerie nationale d'Écosse.

Alexander Nasmyth est parfois considéré comme le fondateur de la tradition du paysage écossais. Après avoir travaillé en Italie ainsi qu'à Londres, il déroule l'essentiel de sa carrière à Édimbourg où il aborde différents genres (dont un portrait connu du poète romantique Robert Burns) ; son art du paysage reste toutefois ce pour quoi il est le plus connu. John Knox (en) poursuit sur ce même chemin, en pleine cohérence avec l'approche romantique développée par l'écrivain Walter Scott. Knox s'illustre notamment par son traitement pionnier des paysages urbains de sa ville de Glasgow.
Plus tard dans le siècle, des artistes comme McCulloch, Farquharson (en) ou encore McTaggart reprennent le flambeau de la tradition du paysage des Highlands : les tableaux d'Horatio McCulloch en particulier, montrant le Loch Lomond ou les vallées des Trossachs et du Glen Coe, contribuent à forger un imaginaire populaire national, déjà renforcé par l'affection déclarée de la reine Victoria pour l'Écosse où elle vient régulièrement se reposer dans sa résidence de Balmoral. Par effet d'attraction, de nombreux artistes venus d'Angleterre (dont Turner) choisissent de se rendre dans les Highlands pour y dessiner et y peindre. De petits villages côtiers deviennent des lieux de rassemblement pour artistes à la fin du siècle. Joseph Farquharson — qui met au point un système de studio mobile chauffé pour pouvoir travailler en condition naturelle — devient l'un des plus célèbres représentants de ce mouvement dans les années 1870. McTaggart, le plus connu de tous ces peintres de paysage, est souvent rapproché de Constable ; ses représentations vigoureuses de nuages et de tempêtes en mer lui valent parfois d'être considéré comme un « impressionniste écossais ».

## La peinture de genre et l'orientalisme

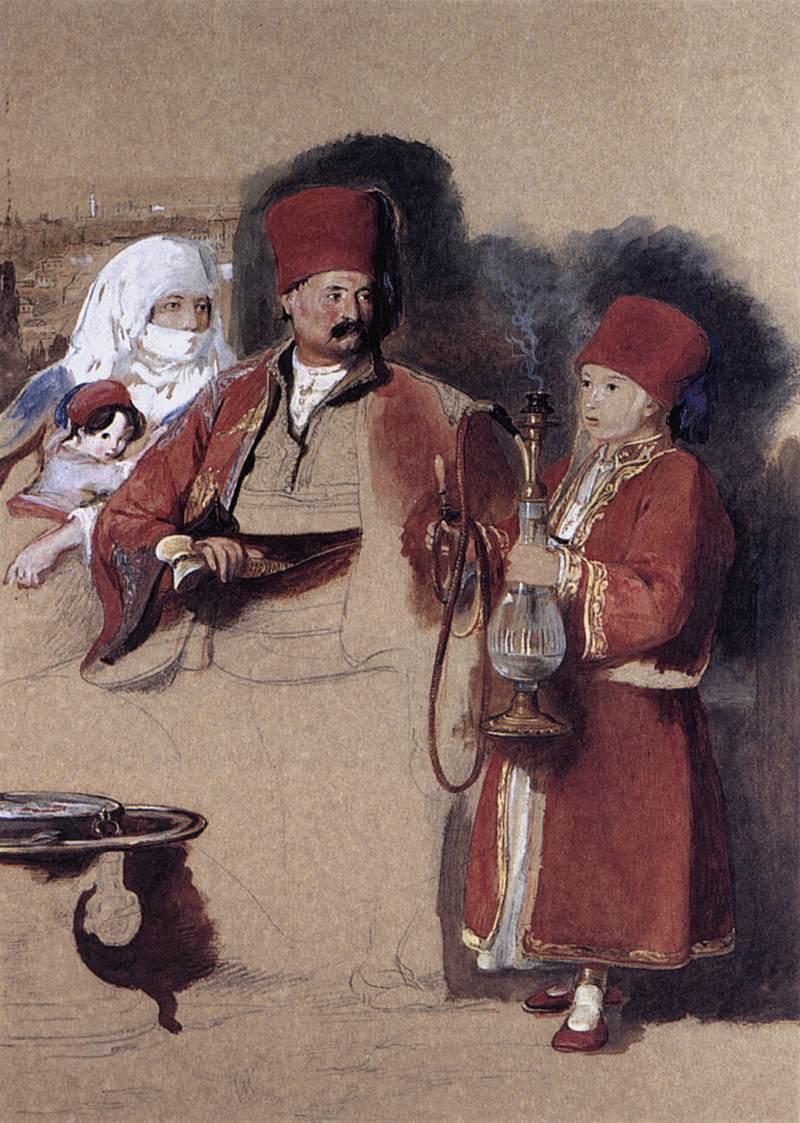
Sotiri, Dragoman of Mr Colquhoun, esquisse de David Wilkie (1840). Ashmolean Museum, Oxford.

David Wilkie, originaire de la région du Fife, joue un rôle majeur dans la création d'une peinture de genre propre à la Grande-Bretagne en général et à l'Écosse en particulier. Fortement influencé par les œuvres continentales de la Renaissance et de l'époque baroque, Wilkie importe la pratique de la représentation de scènes quotidiennes de la vie anglaise et écossaise, mais aussi celle du tableau historique qui prend une importance particulière en Écosse. Wilkie est rapidement suivi par des artistes notables comme John Burnet, Alexander George Fraser et Walter Geikie (en), suivis pendant la seconde moitié du XIXe siècle par une nouvelle génération composée notamment d'Erskine Nicol et des frères John (en) et Thomas Faed. Dans les œuvres à caractère historique, le thème de la Réforme écossaise est fréquemment traité à travers des figures comme celles de John Knox ou encore de la reine Marie Stuart.
En parallèle de ces évolutions thématiques, la pratique de l'orientalisme se développe — comme ailleurs en Europe, largement à cause de l'expédition napoléonienne en Égypte. Là encore, David Wilkie marque son influence ; il voyage au Moyen-Orient et alimente ainsi à la source son souci d'une authenticité du cadre biblique de certains de ses tableaux. De même, d'autres artistes écossais se détournent de la tradition romaine pour s'intéresser à des régions différentes du monde, notamment vers l'est : William Allan visite et représente la Turquie et la Russie, tandis que David Roberts peint des paysages vus en Égypte ou au Proche-Orient.

## La sculpture
Contrairement au domaine de la peinture, une école de sculpture véritablement écossaise peine à émerger à l'orée du XIXe siècle : ce sont essentiellement des sculpteurs anglais qui se voient confier des commandes importantes, à l'image de Samuel Joseph qui travaille à Édimbourg dans les années 1820 et contribue d'ailleurs à fonder la Royal Scottish Academy. Des sculpteurs écossais parviennent toutefois à faire carrière, mais largement en dehors de leur pays natal : ainsi, Thomas Campbell (en) — à qui on doit le monument Hopetoun (en) d’Édimbourg — passe l'essentiel de sa vie à Londres ; son confrère Lawrence Macdonald (en) commence ses études à Édimbourg mais part rapidement vers Rome, où il finit par rester.
Néanmoins, le natif d'Aberdeen John Steell ouvre la voie en étant le premier à exercer son art en Écosse durant sa carrière entière. Il connaît un succès précoce qui lui permet d'être élu à la Royal Scottish Academy avant ses 30 ans : sa première œuvre notable représente Alexandre et Bucéphale. Il propose en 1832 une statue de Walter Scott pour son mémorial situé à Édimbourg, ce qui contribue largement à lancer une école nationale de sculpture centrée sur les grandes figures historiques d'Écosse et de Grande-Bretagne. Outre Steell, le mouvement est porté par des artistes comme Patric Park (en), Alexander Handyside Ritchie (en) ou encore William Calder Marshall (en). Cette génération de pionniers est suivie par une seconde, tout aussi remarquable, avec des noms comme William Brodie (en), Amelia Hill ou David Watson Stevenson qui fait son apprentissage auprès de John Steell. Stevenson se fait connaître grâce à de nombreux bustes de célébrités écossaises exposées dans le monument William Wallace ; il contribue également à la statue de Wallace qui en orne l'extérieur. Comme l'année 1896 marque le centenaire de la mort du grand poète Robert Burns, cela a pour effet de lancer un vaste mouvement de commandes publiques de statues : Stevenson crée une statue de Burns dans le quartier de Leith, Hill en produit une autre à Dumfries et Steel est choisi pour en installer une version à Central Park à New York, des copies étant installées à Dundee, Londres et Dunedin en Nouvelle-Zélande. Un peu partout dans le monde, là où des Écossais se sont installés — comme en Australie ou en Amérique du Nord —, des statues de Burns ou de Scott apparaissent.

## La photographie

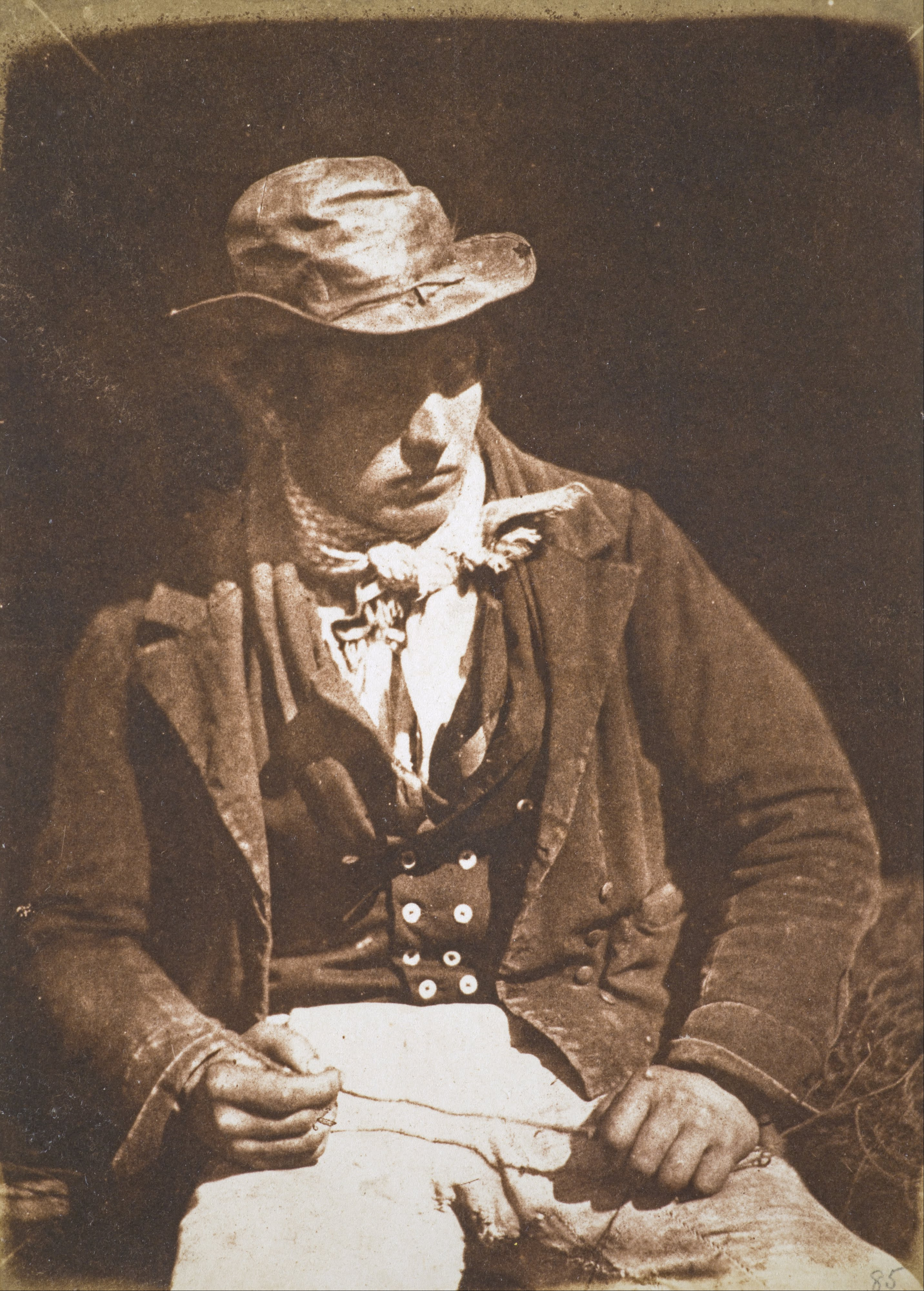
Cliché de Hill et Adamson représentant un pêcheur de Newhaven. Calotype de 1845, galerie nationale d'Écosse.

L'historien David Burn estime que la photographie constitue le principal apport de l'Écosse à l'évolution des arts visuels, voire à l'évolution de l'art tout court. Au début du XIXe siècle, les chercheurs James Clerk Maxwell et David Brewster contribuent largement au développement de la technique photographique ; puis leurs compatriotes Hill et Adamson (un artiste et un chimiste) fondent le premier studio photographique d'Écosse à Édimbourg en 1843. À eux deux, ils produisent près de 3000 images par calotype en quatre ans et donnent ainsi le ton d'une pratique artistique novatrice et marquante.
Thomas Roger est formé par Adamson, et devient l'un des premiers photographes professionnels du pays ; dépassant le seul genre du portrait, il se lance aussi dans de nouvelles formes de composition. Les Annan père et fils font également œuvre de pionniers : le père Thomas Annan travaille le portrait et les paysages, et il exploite le support photographique pour témoigner de la situation sociale à Glasgow et documenter ses bidonvilles, tandis que son fils James Craig fait connaître les travaux de Hill et Adamson aux États-Unis et travaille avec Alfred Stieglitz, pionnier américain de la photographie. Les Annan font notablement avancer le procédé de photogravure, plus stable que les systèmes précédents. Quelques autres grands noms de la photographie émergent à l'époque, comme celui de Thomas Keith (en) qui lance le genre de la photographie d'architecture. George Washington Wilson expérimente les premiers procédés de tirage instantané et se spécialise en photographie de paysage, devenant photographe royal officiel et développant à Aberdeen une vaste entreprise de vente de tirages topographiques. Quelques femmes parviennent à prendre leur place dans ce domaine : ainsi, Clementina Hawarden prend la tête d'une lignée de photographes féminines à travers sa production de portraits posés, tandis que sa consœur Mary Jane Matherson se lance en amateur dans la photographie d'extérieur afin de créer des compositions de genre, à l'image de son célèbre A Picnic at the Glen.

## Influence des nazaréens et des préraphaélites

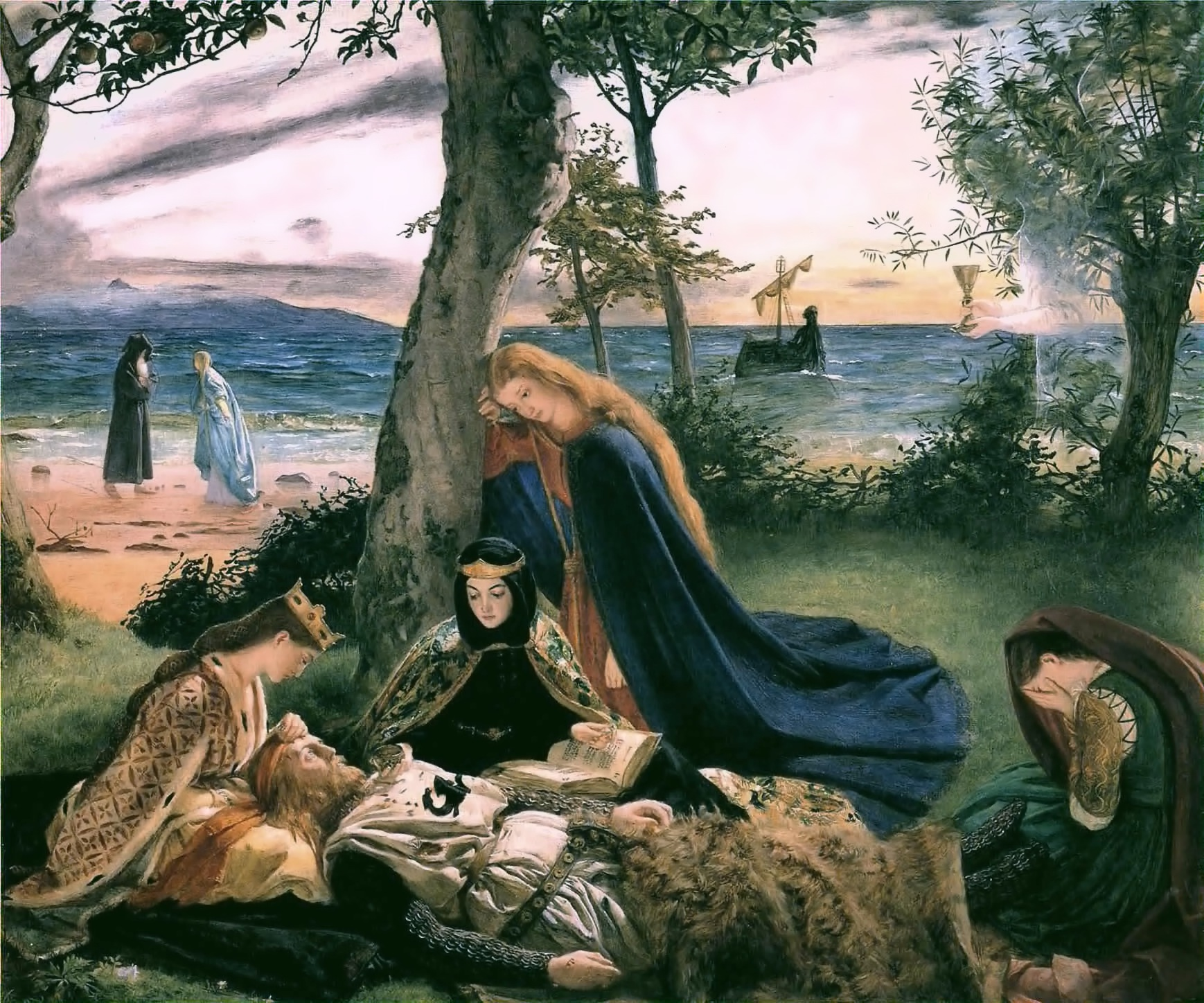
La Mort du roi Arthur, James Archer (v.1860). Manchester Art Gallery.

Vers le milieu du XIXe siècle, bon nombre d'artistes écossais éprouvent l'influence du mouvement nazaréen — un mouvement issu du milieu artistique germanique qui vise à retrouver dans l'art des éléments de la spiritualité médiévale et du début de la Renaissance. Ils sont également marqués par les apports du mouvement préraphaélite, qu'ils influencent d'ailleurs en retour. Ainsi, David Scott (en) s'inspire des Nazaréens pour développer sa pratique de la peinture à fresque, qu'il met largement au service de la peinture historique. Malgré sa mort prématurée à 42 ans, il fait partie des artistes appréciés par les préraphaélites grâce au lien qui unit son frère William Bell Scott à Rossetti, chef de file des préraphaélites ; quant à William Bell Scott lui-même, son œuvre la plus célèbre intitulée Iron and Coal (Fer et Acier) est l'une des plus connues de l'époque victorienne, et elle correspond en tout point à l'idéal iconographique défendu par les préraphaélites dans leur visée de description du monde moderne.
Mais c'est William Dyce, originaire d'Aberdeen, qui s'impose comme l'artiste le plus étroitement associé aux préraphaélites. Après avoir rencontré des confrères nazaréens en Italie, il oriente d'abord son art dans une lignée « proto-chrétienne » comme on le voit dans sa Madone à l'Enfant de 1848. Il se lie ensuite d'amitié avec les jeunes préraphaélites qu'il rencontre à Londres et dont il présente le travail à John Ruskin. Finalement, son style prend une direction typiquement préraphaélite pour sa portée spirituelle. Quelques autres artistes écossais suivent également cette voie, comme Joseph Noel Paton qui est l'un des proches de John Everett Millais, ou encore James Archer qui subit également une nette influence de Millais et reste connu pour sa série de toiles d'inspiration arthurienne.

## Arts décoratifs

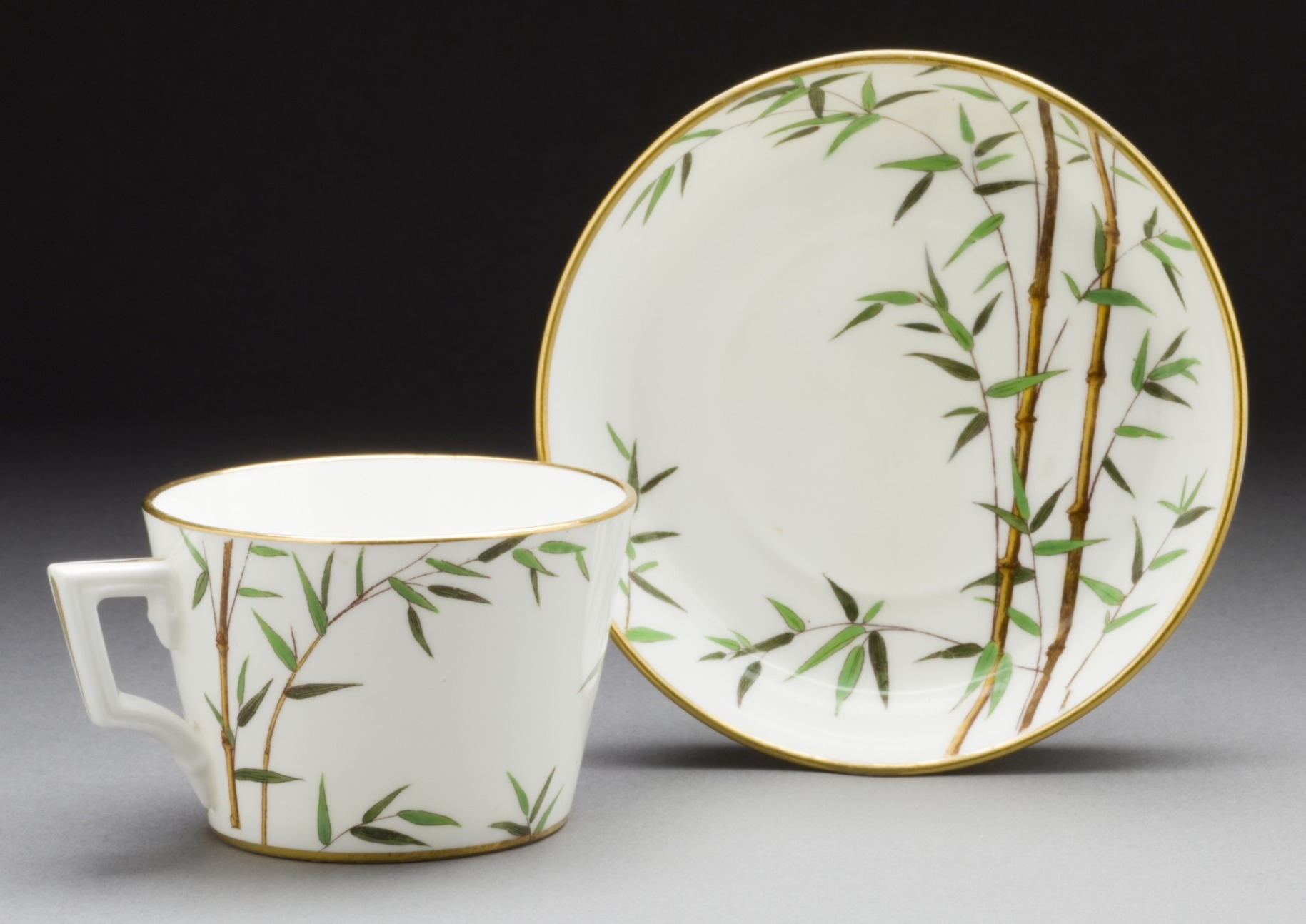
Tasse à thé et soucoupe dans le style anglo-japonais, création de Christopher Dresser (v.1875). Musée d'Art du comté de Los Angeles.

L'art du vitrail connaît un renouveau dans les années 1850, ce qui ouvre la voie au mouvement des arts décoratifs écossais connu sous le nom Arts and Crafts Movement. Le vitrailliste pionnier à cette époque est James Ballantine, à qui l'on doit notamment le grand vitrail ouest de l'abbaye de Dunfermline ainsi que la création des nouveaux vitraux de la cathédrale Saint Gilles à Édimbourg. À Glasgow, c'est Daniel Cottier qui se distingue, en particulier grâce à son Baptême du Christ installé dans l'abbaye de Paisley vers 1880. Cottier — qui suit probablement l'enseignement de Ballantine — est très influencé par William Morris, Ford Madox Brown et John Ruskin ; il influence à son tour des artistes notables comme Stephen Adam père et fils. 
Après les vitraillistes, d'autres artistes contribuent au mouvement des arts décoratifs ; parmi ceux-ci, le glaswégien Christopher Dresser occupe une place singulière. Tout à la fois designer et théoricien, Dresser joue un rôle central dans le Arts and Crafts Movement et en particulier pour sa contribution au style anglo-japonais. Il produit aussi bien des tapis que des céramiques, des meubles, de l'argenterie, etc..

## La Renaissance celtique

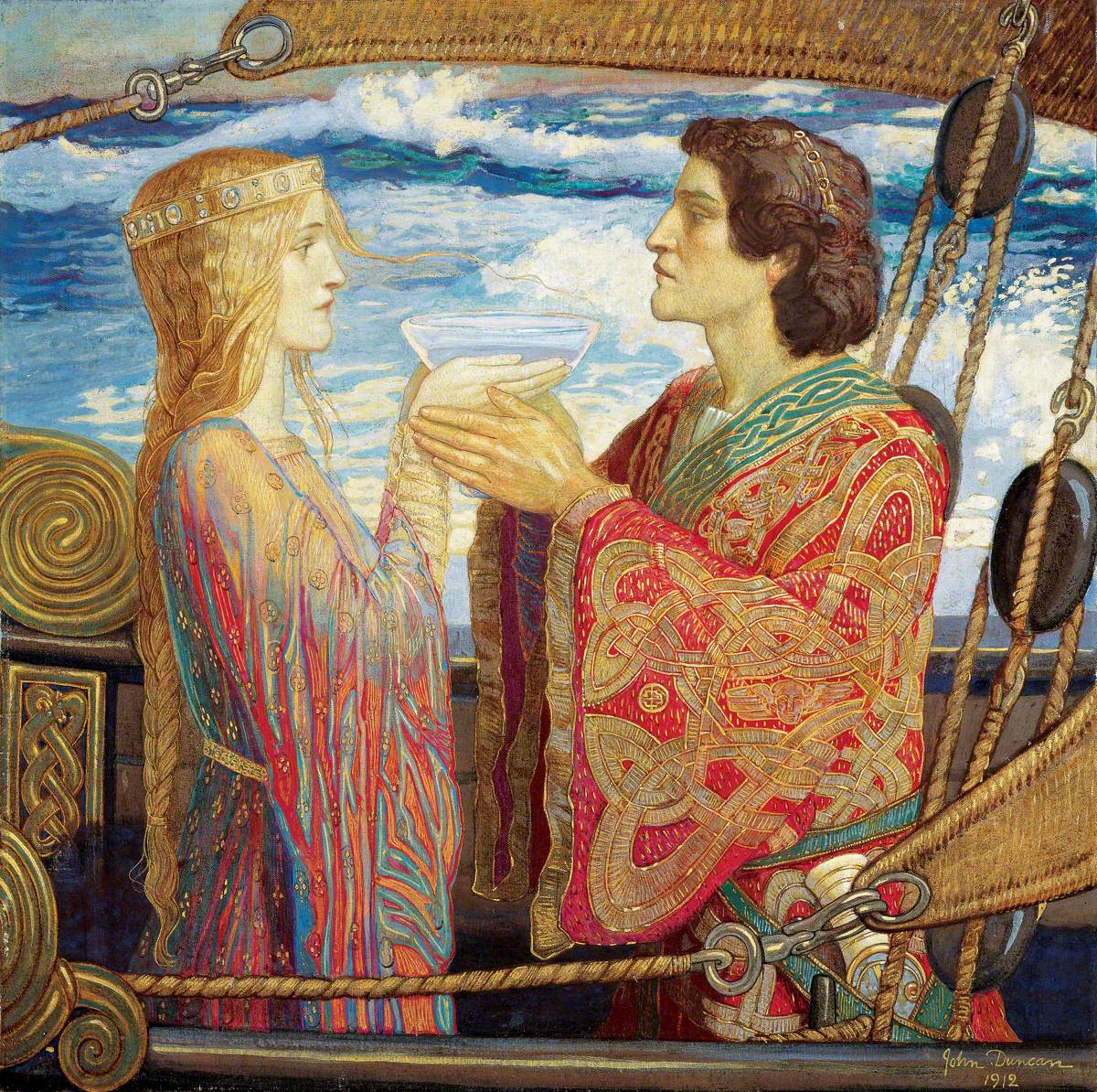
Tristan et Iseult, tableau de John Duncan (1912). City Art Center, Édimbourg.

Le mouvement du Celtic revival ou « Renaissance celtique » apparaît en Irlande à la fin du siècle : il s'appuie sur des mythes et histoires anciennes pour en faire le matériau d'une expression artistique moderne. À l'instar de leurs voisins irlandais, des artistes écossais notables suivent cette direction et fondent l'Edinburgh Social Union en 1885, à laquelle adhèrent bon nombre de personnalités artistiques issues du mouvement des Arts décoratifs et de celui de l'Esthétisme britannique : on y compte le philosophe, urbaniste et essayiste Patrick Geddes, l'architecte et designer Robert Lorimer (en) et le vitrailliste Douglas Strachan (en). Dans les années 1890, Geddes fait installer une résidence informelle d'artistes dans des appartements situés à Ramsay Garden (en) dans le quartier Castle Hill d'Édimbourg. Le mouvement du Celtic Revival est également animé par Phoebe Anna Traquair qui se voit confier la réalisation de décorations murales pour l'hôpital pédiatrique d'Édimbourg, mais qui produit également des œuvres dans des domaines aussi variés que la ferronnerie, les lampadaires, l'illustration, la broderie ou encore la reliure. 
La personnalité artistique la plus marquante de cette Renaissance est sans doute John Duncan, originaire de Dundee, qui bénéficie également de l'influence de la Renaissance italienne ainsi que celle du Symbolisme français. Il est surtout connu par ses tableaux sur les thèmes de sujets celtiques comme Tristan et Iseult ou Sainte Bride. Duncan participe de manière notable à la revue The Evergreen lancée par Patrick Geddes, de même que Robert Burns, Edward Hornel et Helen Hay qui fut l'élève de Duncan. D'autres artistes venus de Dundee embrassent aussi le mouvement symboliste celtique, comme Stewart Carmichael, George Dutch Davidson et plus tard Ancell Stronach.

## L'École de Glasgow

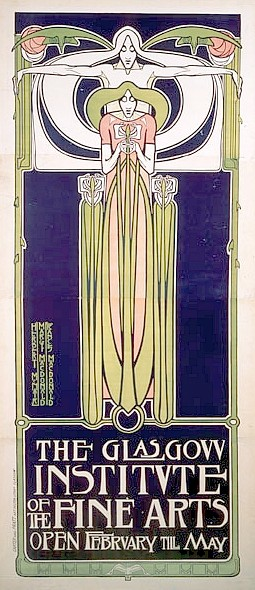
Affiche de promotion de l'institut des Beaux-Arts de Glasgow, par Frances MacDonald (1896).

À la fin du XIXe siècle, l'activité de plusieurs groupes d'artistes glaswégiens est identifiée sous le terme générique d'« école de Glasgow ». Le premier de ces groupes, et le plus actif, est celui des Glasgow Boys qui regroupe notamment les peintres James Guthrie, Joseph Crawhall (en), George Henry et Edward Arthur Walton. Très influencés par l'Américain Whistler qui travaille à Londres, mais aussi par les peintres français de l'époque, ils intègrent à leurs œuvres les apports de l'impressionnisme et du réalisme ; dans un rejet des préceptes mis en avant par la Royal Academy, ils s'élèvent contre le mercantilisme et le sentimentalisme de certains de leurs prédécesseurs. Leur approche nouvelle apporte un véritable sang neuf à l'art écossais et fait de la ville de Glasgow un centre culturel majeur. De manière générale, l'énergie émanant des groupes de l'école de Glasgow s'étend sur toute la ville qui voit naître de nombreux cours et formations artistiques, ouvrant ainsi la voie à de nouveaux artistes comme le peintre de paysage Archibald Kay (en) qui est formé à la Glasgow School of Art.
Un peu postérieur aux Glasgow Boys, le groupe des Quatre, alias The Four — également connu sous le nom de Spook School — rassemble l'architecte et peintre Charles Rennie Mackintosh, sa femme Margaret MacDonald, peintre et vitrailliste, la peintre Frances MacDonald, sœur de la précédente, et son mari Herbert MacNair, peintre et professeur d'art. À eux quatre, ils mettent en œuvre une forme syncrétique des influences de l'époque, y compris la Renaissance celtique, le mouvement des arts décoratifs ou encore le japonisme, ce qui rencontre un écho considérable à travers le monde de l'art moderne européen — et pose les bases du style Art Nouveau qui va occuper le tout premier plan à l'orée du XXe siècle.